# 訴訟保全
訴訟保全是法院在訴訟時對涉案當事人的財產採取強制措施。訴訟保全分為財產保全和行為保全。由於被告人可能會藏匿或毀壞財產，會使原告無法通過訴訟獲得補償（例如法院判決被告賠償原告，而被告會藏匿財產導致無資金賠付），所以有必要採取訴訟保全措施。